# Сен-Симон (Шаранта)
Сен-Симо́н (фр. Saint-Simon) — коммуна во Франции, находится в регионе Пуату — Шаранта. Департамент — Шаранта. Входит в состав кантона Шатонёф-сюр-Шарант. Округ коммуны — Коньяк.
Код INSEE коммуны — 16352.

## География
Коммуна расположена приблизительно в 400 км к юго-западу от Парижа, в 110 км южнее Пуатье, в 7 км к западу от Ангулема.
Сен-Симон расположена на правом берегу реки Шаранта.

## Население
Население коммуны на 2008 год составляло 207 человек.
| 1962 | 1968 | 1975 | 1982 | 1990 | 1999 | 2008 |
| ---- | ---- | ---- | ---- | ---- | ---- | ---- |
| 252  | 247  | 272  | 266  | 222  | 239  | 207  |

## Администрация
| Период | Период | Фамилия         | Партия | Примечания |
| ------ | ------ | --------------- | ------ | ---------- |
| 1947   | 1959   | Луи Бомар       |        |            |
| 1959   | 1965   | Пьер Жиро       |        |            |
| 1965   | 1971   | Филипп Миттеран |        |            |
| 1971   | 1977   | Пьер Жиро       |        |            |
| 1977   | 2001   | Жаклин Миттеран |        |            |
| 2001   | 2008   | Мишель Марке    |        |            |
| 2008   | 2014   | Жан-Жак Делаж   |        |            |

## Экономика
В 2007 году среди 129 человек в трудоспособном возрасте (15—64 лет) 92 были экономически активными, 37 — неактивными (показатель активности — 71,3 %, в 1999 году было 69,3 %). Из 92 активных работали 81 человек (45 мужчин и 36 женщин), безработных было 11 (4 мужчины и 7 женщин). Среди 37 неактивных 9 человек были учениками или студентами, 16 — пенсионерами, 12 были неактивными по другим причинам.

## Достопримечательности
- Приходская церковь Сен-Сижимон (XII век). Исторический памятник с 1974 года[3]
- Музей «Габара Сен-Симон»

## Фотогалерея

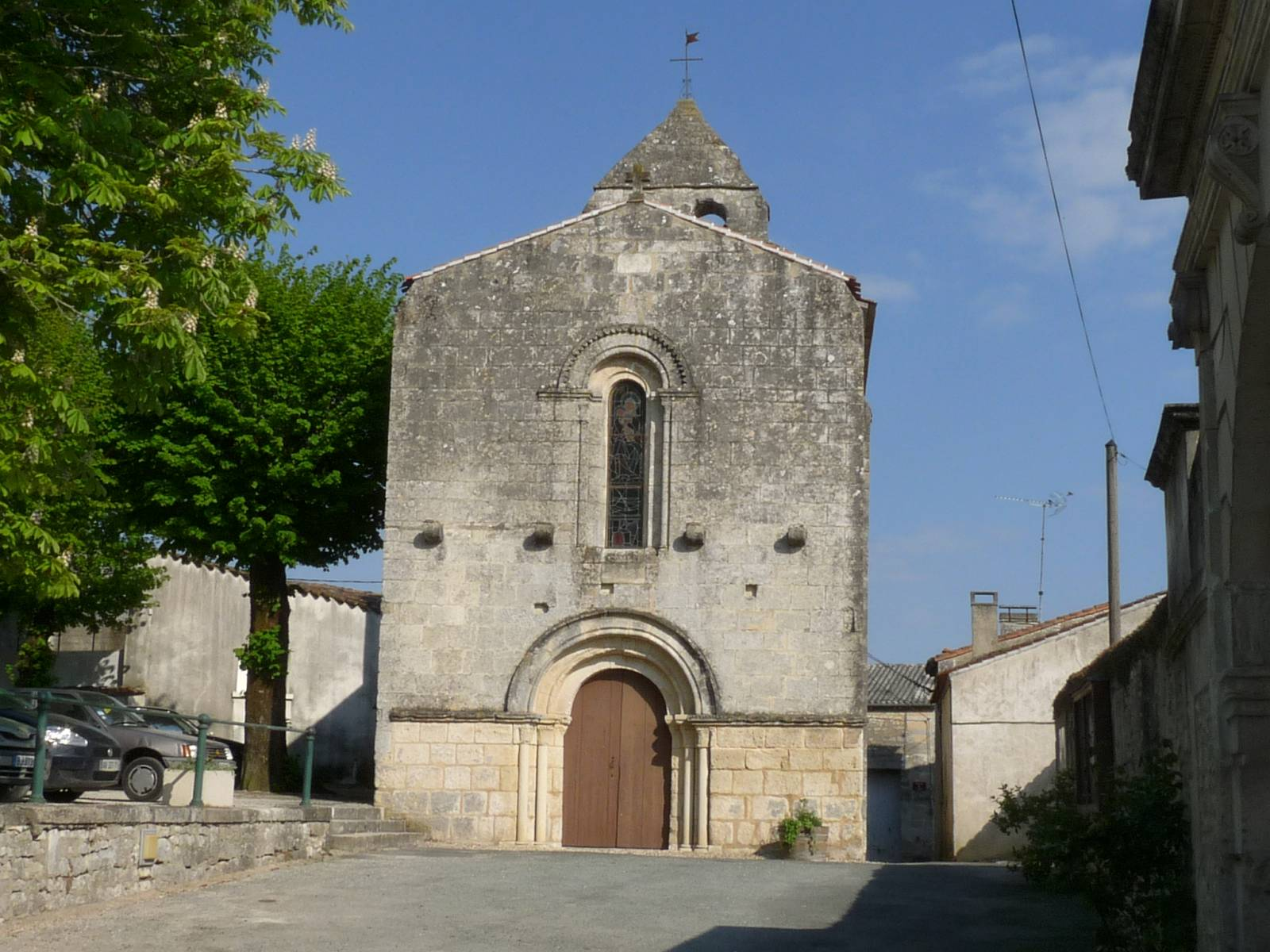
Церковь Сен-Сижимон
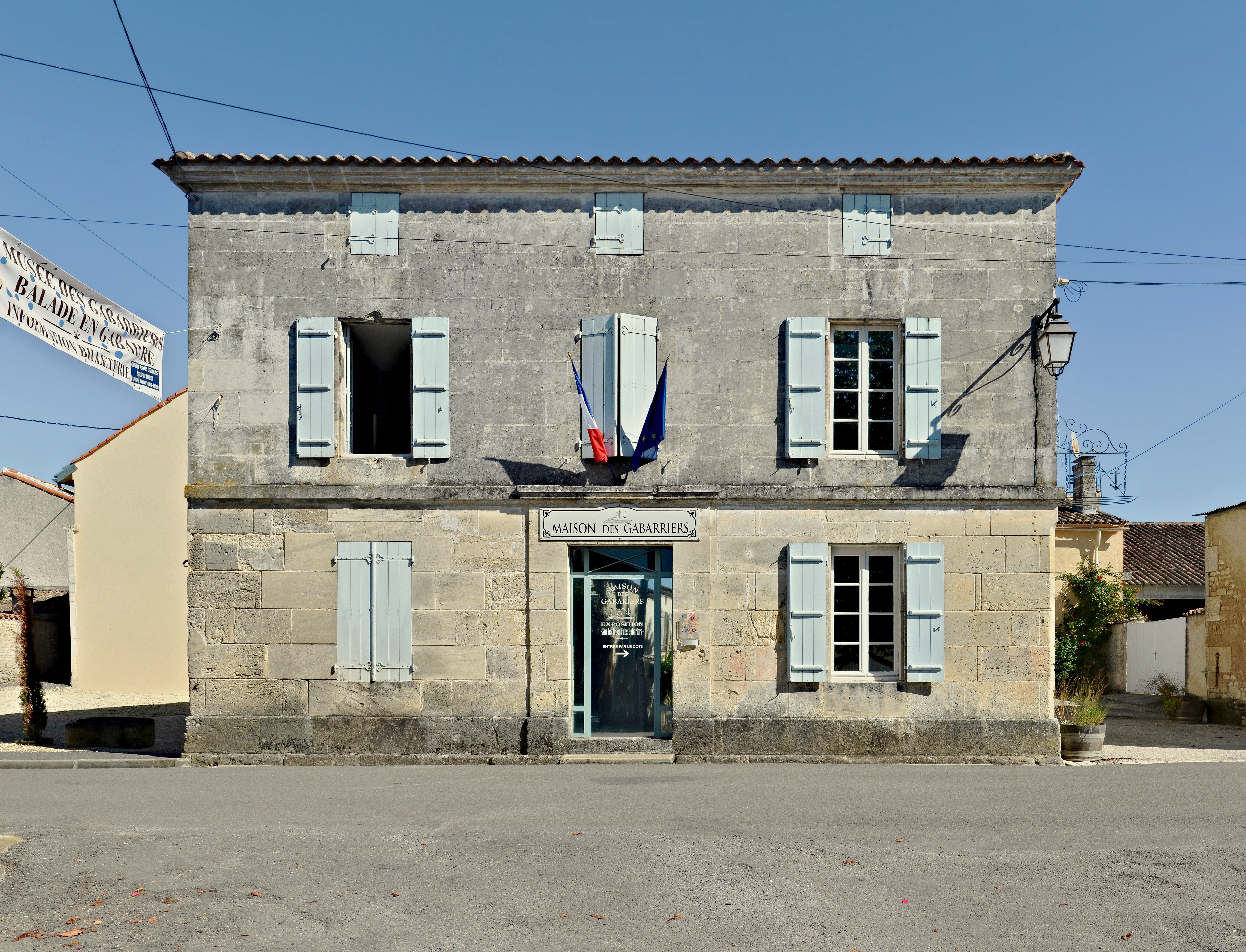
Музей
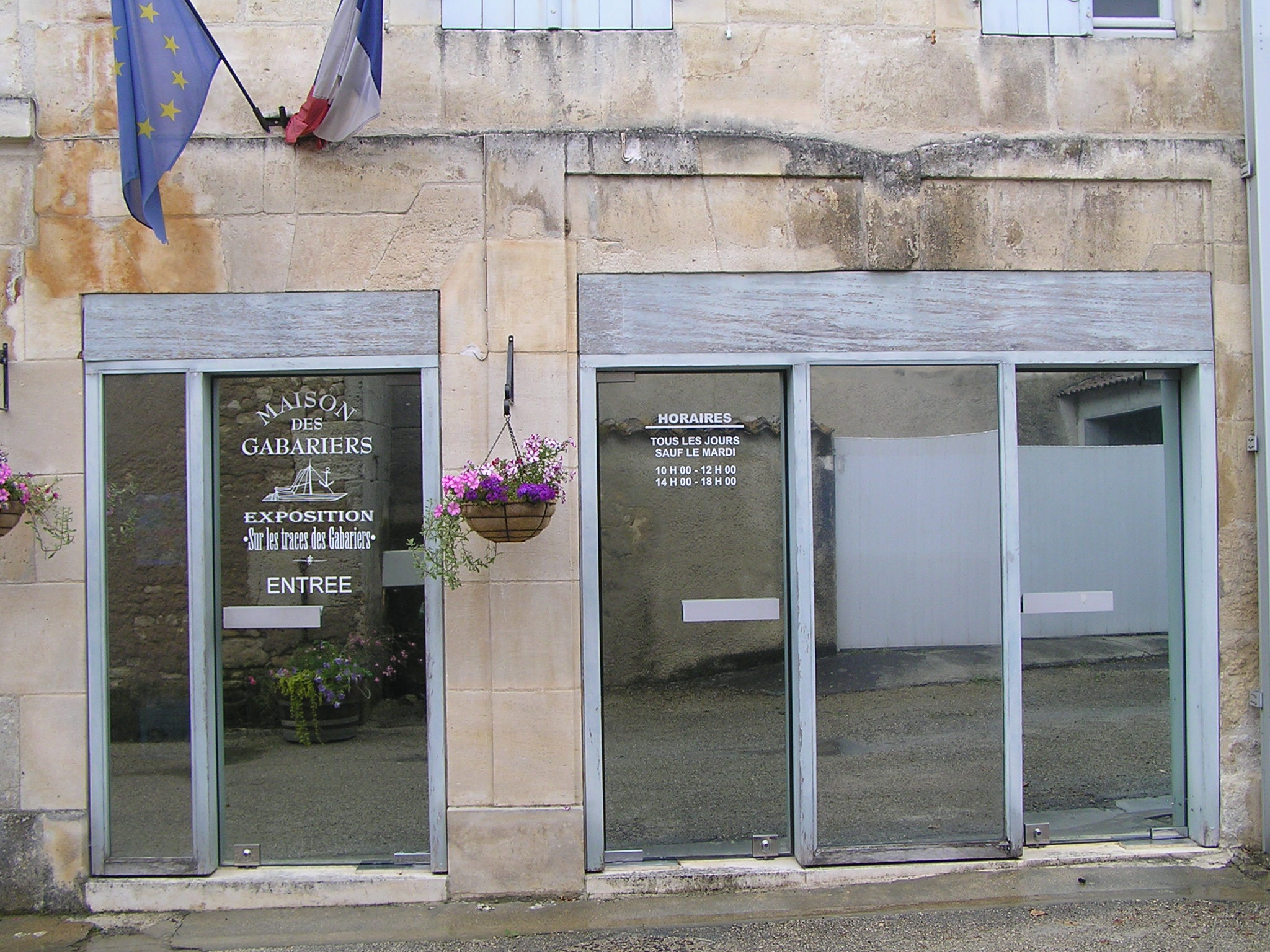
Мэрия
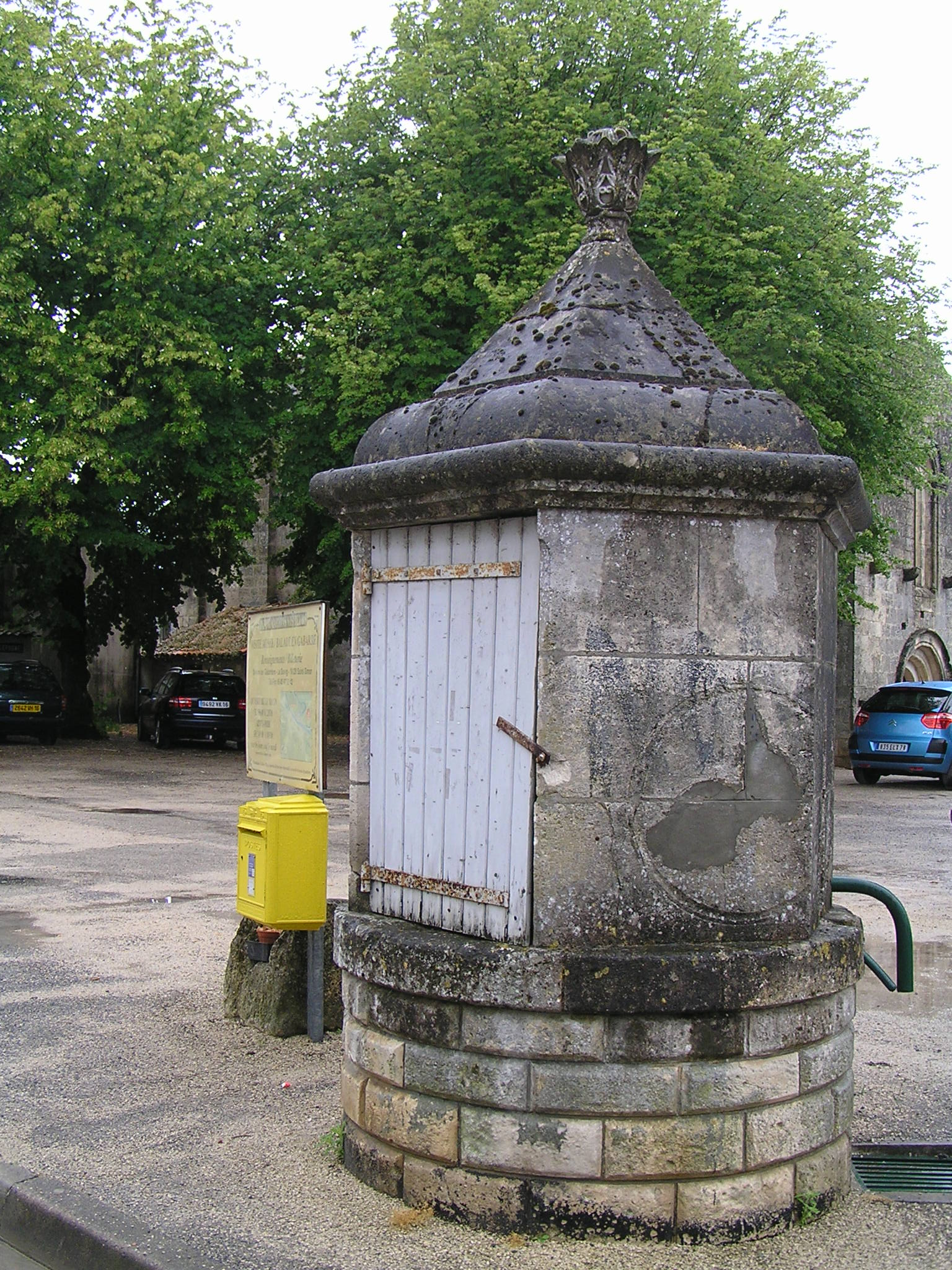
Колодец